# Счастлівий Геннадій Григорович
Геннадій Григорович Счастлівий (5 січня 1930, с. Михайлівка, Вороновицький район, Вінницька область — 26 січня 2018, Київ) — український науковець у галузі електромеханіки та енергетичного електромашинобудування, професор, доктор технічних наук, член-кореспондент НАН України, академік НАН України, член Нью-Йоркської академії наук.

## Біографія
Народився 5 січня 1930 року у селі Михайлівка Вороновицького району Вінницької області.
У 1952 році закінчив електротехнічний факультет Київського політехнічного інституту.
- З 1952 по 1954 інженер, інженер-технолог на турбогенераторному заводі у місті Новосибірськ
- З 1954 по 1957 інженер на Ромненській машино-тракторній станції, Амурської області.
- З 1957 по 1960 аспірант Інститут електротехніки АН УРСР
- З 1960 по 1963 молодший науковий співробітник, провідний інженер в Інституті електродинаміки
- З 1963 по 1973 старший науковий співробітник, завідувач лабораторії

Могила Геннадія Счастлівого, Байкове кладовище

- З 1974 по 1990 заступник директора інституту з наукової роботи
- З 1976 по 2000 завідувач відділу моделювання машин змінного струму
- З листопада 2000 року провідний науковий співробітник відділу моделювання машин змінного струму

За цикл праць з дослідження електромагнітних полів у потужних турбогенераторах і електричних машинах з використанням надпровідності був удостоєний премії імені Г. Ф. Проскури АН УРСР в співавторстві з докторами Володимиром Даньком та Олексієм Титком (1979 р.).
Помер на 89-му році життя 26 січня 2018 року. Похований разом із дружиною на Байковому кладовищі (ділянка № 33).

## Напрямки діяльності
Турбогенератор, гідрогенератор, енергоефективність, моделювання процесів, діагностика, моніторинг, прогнозування, надійність, безпека експлуатації.